# Nycterosea exagitata
Nycterosea exagitata är en fjärilsart som beskrevs av Walker 1862. Nycterosea exagitata ingår i släktet Nycterosea och familjen mätare. Inga underarter finns listade i Catalogue of Life.